# Kaplica bł. Władysława z Gielniowa w Gielniowie
Kaplica błogosławionego Władysława z Gielniowa w Gielniowie – jeden z dwóch rejestrowanych zabytków miasta Gielniowa, w powiecie przysuskim, w województwie mazowieckim.
Budynek pochodzi z 1852 roku. Kaplica została wzniesiona na miejscu poprzedniej kapliczki słupowej z 1709 roku. Obecna budowla została zbudowana z kamienia wapiennego, jest otynkowana, na planie prostokąta, charakteryzuje się podcieniem z przodu. Budynek jest jednoosiowy z wejściem na osi, nakrywa go dach dwuspadowy. Do budowy użyto więźby dachowej krokwiowo-jętkowej. Na dachuje brakuje gzymsów wieńczących. Na filarach podcienia umieszczone są napisy poświęcone bł. Władysławowi, a także budowie obecnej kaplicy i wcześniejszej, pochodzącej z 1709 roku. Otwory okienne kaplicy są ostrołukowe. Wnętrze nakrywa filongowy strop. Ostatni remont został przeprowadzony w 2007 roku.